# Clambus variolosus
Clambus variolosus is een keversoort uit de familie oprolkogeltjes (Clambidae). De wetenschappelijke naam van de soort werd in 1959 gepubliceerd door Sebastian Endrödy-Younga.